# António de Oliveira Salazar
António de Oliveira Salazar (ur. 28 kwietnia 1889 w Santa Comba Dão, zm. 27 lipca 1970 w Lizbonie) – portugalski polityk, profesor ekonomii. W latach 1932–1968 pełnił funkcję premiera, a także ministra finansów (1928–1940) i ministra wojny (1936–1944). Twórca tzw. Nowego Państwa (Estado Novo), w którym sprawował władzę dyktatorską typu autorytarnego, zakazał działalności partii politycznych, zwalczał opozycję, podczas wojny domowej w Hiszpanii wsparł gen. Franco dostawami broni i oddziałami ochotników. W czasie II wojny światowej zachował neutralność.

## Życiorys

### Początek działalności
Pochodził z ubogiej, wielodzietnej rodziny. Uczył się w seminarium duchownym w Viseu i przyjął niższe święcenia, lecz nie został księdzem. W latach 1910–1914 studiował ekonomię i prawo w uniwersytecie w Coimbrze. W 1912 wraz z księdzem Manuelem Gonçalvesem Cerejeirą założył Akademickie Centrum Demokracji Chrześcijańskiej (Centro Académico de Democracia Cristã), przemianowane w 1917 na Katolickie Centrum Portugalskie (Centro Católico Português). Pod pseudonimem Aleves de Silva publikował na łamach tygodnika „O Impercial”. W 1918 otrzymał katedrę ekonomii w Coimbrze. W 1921 został wybrany do parlamentu.
W 1928 Salazar został zaproszony do rządu przez gen. António Carmonę, aby objąć tekę ministra finansów. Otrzymał nadzwyczajne pełnomocnictwa w zakresie kontroli nad wszelkimi wydatkami publicznymi. Zdobywał coraz silniejszą pozycję i w roku 1932 został powołany na stanowisko premiera, co przekształciło dyktaturę wojskową w cywilną, trwającą do roku 1974.

### Estado Novo
W dniu 17 marca 1933 wprowadził nową konstytucję, która przekształciła Portugalię w tzw. Nowe Państwo (Estado Novo), oparte na koncepcji ustroju korporacyjnego, będącego połączeniem idei papieskich encyklik dotyczących chrześcijańskiej nauki społecznej i konserwatyzmu. Według Grażyny Bernatowicz-Bierut oraz Instytutu Ruchu Robotniczego Wyższej Szkoły Nauk Społecznych przy KC PZPR konstytucja ta wzorowana była na konstytucjach państw faszystowskich. Jednak wówczas jedyną faszystowską konstytucją była konstytucja włoska, a w rzeczywistości konstytucja Salazara oparta była na wzorcach portugalskich z XIX wieku i konstytucji z 1911 roku. Stworzone przez Salazara autorytarne państwo przez Paula H. Lewisa określone zostało jako faszystowskie, z czym z kolei nie zgadza się m.in. Jacek Bartyzel, który zauważa, że jest to nieuczciwe etykietowanie. Sam ustrój ówczesnej Portugalii był od ideologii faszyzmu bardzo odległy, a sam Salazar wyraźnie krytykował zarówno faszyzm, jak i nazizm jako ustroje przede wszystkim totalitarne, pogańskie i rasistowskie.
Nowe Państwo opierało się na dwóch fundamentach: społecznych korporacjach i autorytarnych rządach jednej partii. Salazar rozwiązał wszystkie partie polityczne i na ich miejsce powołał organizację polityczną o charakterze ponadpartyjnym – Unię Narodową (União Nacional), która stała się rządząca monopartią, jednak podobnie jak w hiszpańskiej FET i JONS, ścierały się tam różne nurty polityczne. Dla kontroli panującej sytuacji przy pomocy niemieckiego Gestapo powstała tajna policja, PVDE, w 1946 roku zmieniona w PIDE. Ponadto Salazar utworzył formację paramilitarną (Legion Portugalski) oraz organizację młodzieżową (Młodzież Portugalska).

### Okres hiszpańskiej wojny domowej i II wojny światowej
Zwalczał wszelką opozycję polityczną, głównie lewicową. Na wyspie Santiago, w archipelagu Wysp Zielonego Przylądka, założył obóz koncentracyjny Tarrafal, tzw. obóz powolnej śmierci, w którym przetrzymywano głównie uczestników antyreżimowych rebelii w Marinha, w mniejszym stopniu zaś innych opozycjonistów Grande (18 stycznia 1934) oraz marynarzy uczestniczących w buncie na okrętach wojennych (8 września 1936); trafiali tam również inni przeciwnicy systemu. W Tarrafal zginęło przynajmniej 32 więźniów. W późniejszych latach umieszczano w obozie afrykańskich przywódców działających na rzecz niepodległości. Podczas hiszpańskiej wojny domowej (1936-1939) Salazar wspierał wojska gen. Franco, udzielając im znacznej pomocy, m.in. wysyłając około 10 tysięcy żołnierzy - tzw. Legion Viriato.
Zwieńczeniem tej współpracy było podpisanie przez Hiszpanię i Portugalię paktu iberyjskiego (Pacto Ibérico) z 17 marca 1939 (z protokołem dodatkowym z 29 lipca 1940). Podczas II wojny światowej prowadził politykę neutralności, lawirując pomiędzy III Rzeszą, której sprzedawał surowce mineralne (wolfram), a aliantami, którym udostępnił w 1943 bazy wojskowe na Azorach (lotnicza i morska). Nie opowiedział się po stronie Państw Osi z powodu obawy utraty zamorskich kolonii na rzecz Wielkiej Brytanii. W okresie wojny doszło do zjednoczenia lewicowej opozycji. W 1943 roku socjaliści, komuniści i republikanie weszli w skład Zjednoczonego Antyfaszystowskiego Ruchu Narodowego. Działacze koalicji uważali, że wraz z upadkiem faszyzmu w Europie ustrój ten upadnie także w Portugalii. Istnienie dyktatury utrzymał jednak wybuch zimnej wojny. Wraz z zimną wojną doszło do rozłamu między uczestnikami frontu antysalazarowskiego, a współpraca komunistów i socjalistów została zakończona.

### Po II wojnie światowej
Po wojnie związał Portugalię sojuszem ze Stanami Zjednoczonymi, przystępując do NATO i przedłużając prawo do dzierżawy baz na Azorach. Za jego rządów Portugalia została członkiem organizacji gospodarczych krajów zachodniej Europy, będąc ich współzałożycielem (OECD i EFTA). Dążył do utrzymania posiadłości kolonialnych, korzystając ze wsparcia krajów NATO głównie USA oraz RPA i Rodezji. Razem z reżimami białych mniejszości w RPA (reżim apartheidu) i Rodezji podtrzymywał na południu Afryki tak zwane „białe imperium”.
Był przeciwny zrzeczeniu się przez Portugalię swoich kolonii, co w efekcie doprowadziło do długich i kosztownych wojen kolonialnych w Angoli (Wojna o niepodległość Angoli od 1961), Gwinei (od 1963) i Mozambiku (Wojna o niepodległość Mozambiku od 1964), gdzie armia portugalska krwawo tłumiła powstania wyzwoleńcze miejscowej ludności. W Portugalii schronienie znalazło wielu kolaborantów III Rzeszy. Przebywał tam też na wygnaniu admirał Miklos Horthy, stojący na czele reżimu na Węgrzech.
Salazar był zwolennikiem konserwatywnego modelu społecznego, opartego na katolickiej nauce społecznej. Odrzucał liberalną demokrację parlamentarną jako ustrój jego zdaniem demoralizujący oraz osłabiający państwo i naród. Po 36 latach władzy, w 1968, ustąpił ze stanowiska ze względu na zły stan zdrowia. System wprowadzony przez Salazara ostatecznie załamał się 25 kwietnia 1974, kiedy to w Portugalii doszło do bezkrwawej rewolucji goździków, która zapoczątkowała budowę demokratycznej formy rządów.

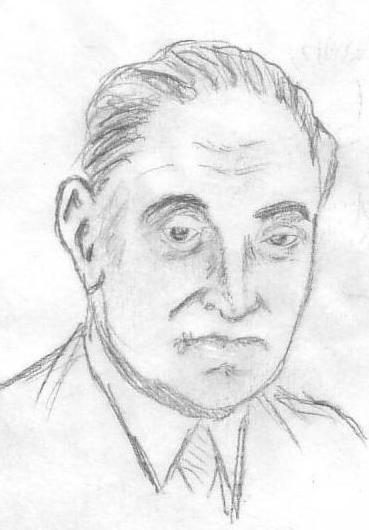
António de Oliveira Salazar
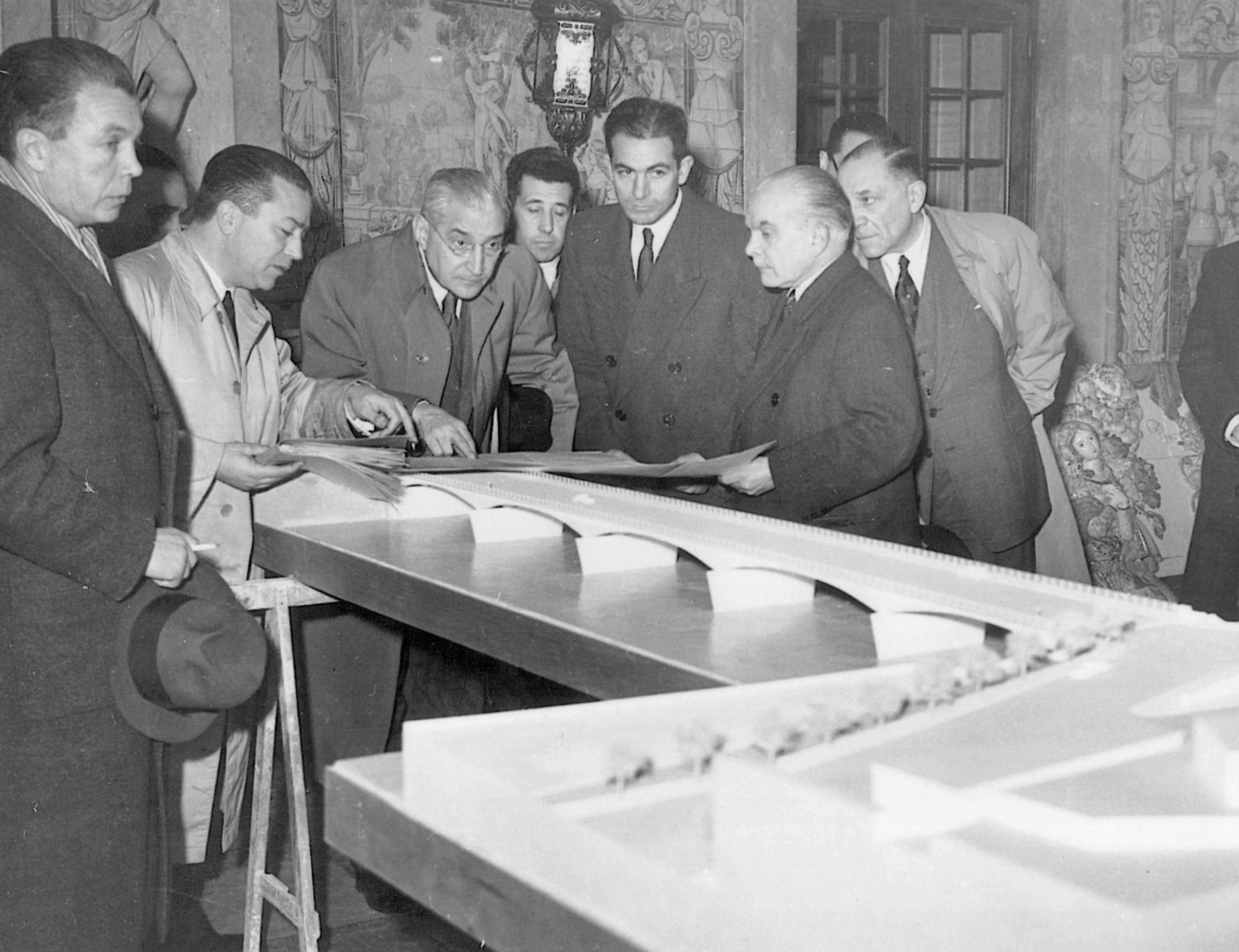
Przy prezentacji makiety mostu Santa Clara w Coimbrze
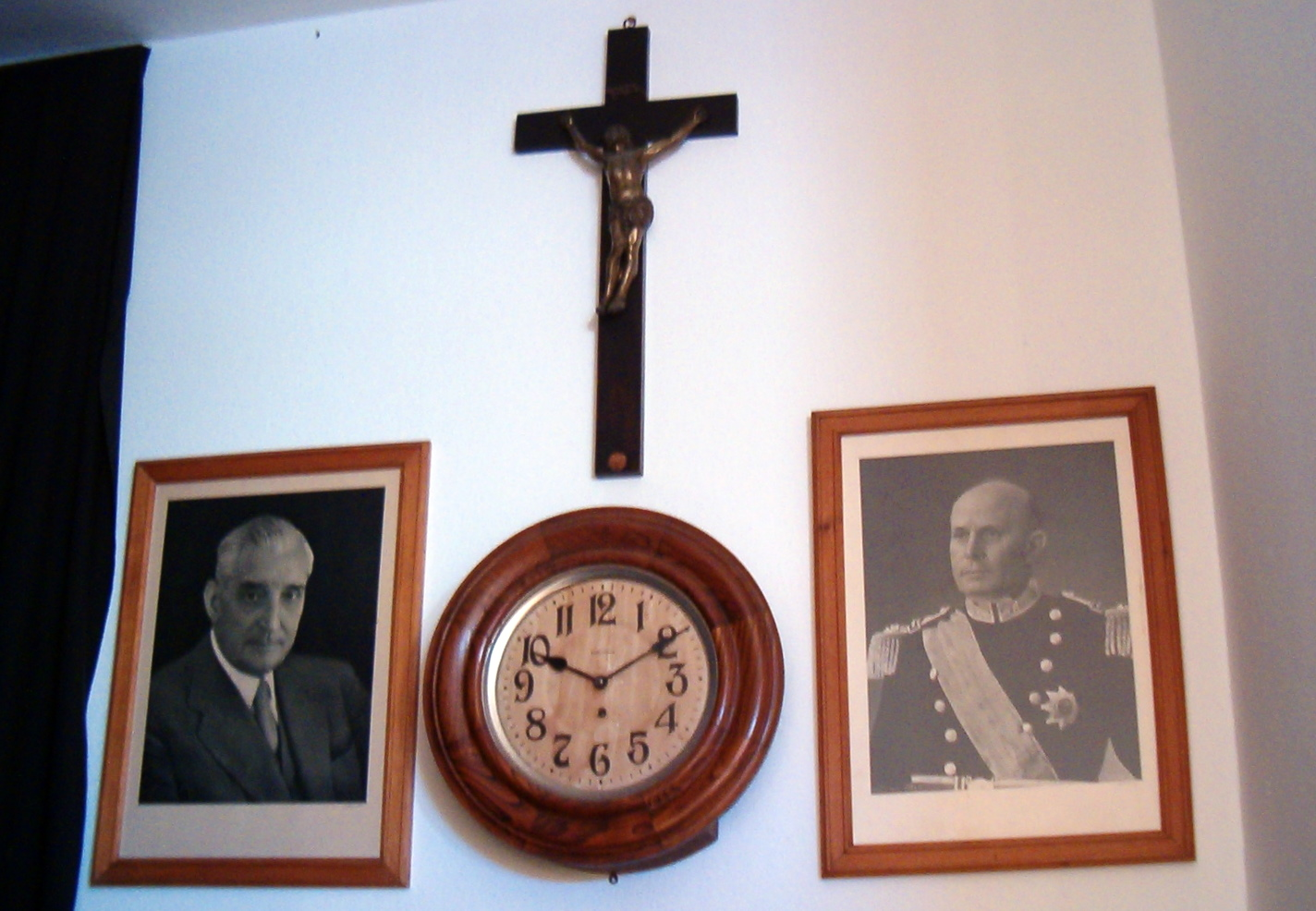
Obowiązkowy zestaw w szkole podstawowej w okresie „Nowego Państwa”: portret Salazara, krzyż i portret prezydenta Thomasa
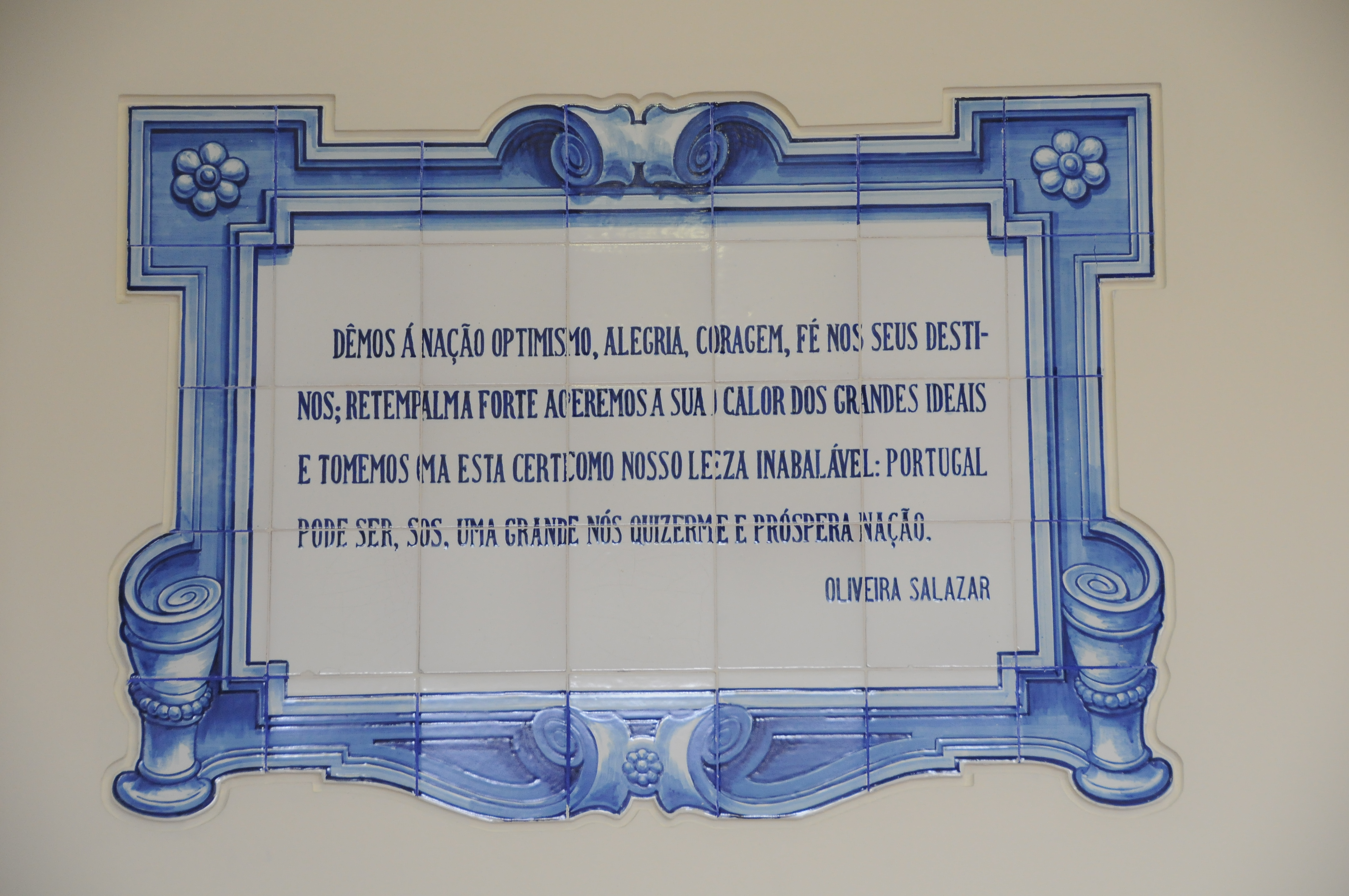
Tablica z cytatem Oliveira Salazara znajdująca się w Centrum Kultury Rodrigues de Faria w Forjães